# Šumpei Inoue
Šumpei Inoue (japonsko 井上 俊平), japonski nogometaš.
Za japonsko reprezentanco je odigral eno uradno tekmo.